# Merrilee Fullerton
Merrilee Fullerton é um política e médica canadense que foi eleita para a Assembleia Legislativa de Ontário durante as eleições gerais de 2018. Ela representa a equitação de Kanata-Carleton como membro do Partido Conservador Progressista de Ontário.
Em 29 de junho de 2018, Fullerton foi nomeada Ministra de Treinamento, Faculdades e Universidades.